# Mutualisme (økonomisk teori)
 For alternative betydninger, se Mutualisme. (Se også artikler, som begynder med Mutualisme)
Mutualisme (lat. mutuus 'gensidig' og -isme), er en anarkistisk samfundsform, der er mest kendt gennem Joseph-Pierre Proudhons værker, som ønsker at arbejderne selv skal eje produktionsmidlerne til deres virke, samt at deres indtjening er ækvivalent med deres arbejdskraft på det frie marked. Det er en anti-kapitalistisk ideologi, der tror på det frie intiativ uden statsstyre, men ønsker at skabe mekanismer, der sikrer lige vilkår for alle i det frie marked, bl.a. ved at sikre lige værdi for al arbejdskraft, samt forhindre rente, husleje og finansspekulation.
Den adskiller sig fra f.eks. den anarkistiske kommunisme, idet den siger, at mennesker frit skal kunne udveksle, hvad de har produceret – og afviser derfor ikke markedet – fordi folk skal kunne beholde sin ejendomsret til hvad de producerer. På samme måde skal de kunne eje produktionsmidlerne hertil. Mutualismen antager dog kun ejendomsret til dem der producerer, og afviser altså grundejeren at have ejendomsret til jorden, hvis han/hun ikke arbejder på den, da de mener grundejeren eller kapitalisten gennem sit ejerskab kan tjene på folks arbejdskraft uden selv at producere noget. Denne form for ejendomsret leder ifølge mutualismen til et parasit-forhold, hvor nogle få tjener på andres arbejdskraft, og ikke til et gensidigt forhold, hvor alle bidrager til fællesskabet og bliver belønnet i forhold til værdien af deres bidrag. Mutualismen mener derimod, at ejendomsretten til grunden, produktionsmidlerne og udbyttet tilfalder de som arbejder og producerer, da det er dem der genererer værdierne og derved burde få udbytte af dem. Ideologien er altså ikke imod ejendomsret, men vil derimod indskrænke den, så den udelukkende omfatter det kapitalapparat eller den jord, som arbejderen selv er i stand til at betjene. 
Arbejderne kan derefter frit sælge deres udbytte, og her afvises markedet ikke som hos andre anarkistiske retninger (og derved er mutualisme en slags markedsanarkisme), men gennem folkebanker skal der sikres en ensidig værdi på varerne målt i arbejdskraft/produktionsomkostninger, og sikre arbejderne får den fulde betaling, der svarer til den den arbejdskraft de har lagt i arbejdet. På denne måde vil de forhindre kapitalismens prismekanismer der genererer mer-værdi, hvilket ifølge mutualismen leder til udbytning og ulighed. Mutualismen går dermed ind for markedet, men er imod profit, og mener at handel skal ske på præmisser, der groft sagt er helt fair for begge parter. 
Mutualismens endegyldige mål er gennem en gradualisme at skabe det statsløse samfund gennem en gradvis udbygning af institutioner inden for rammerne af den eksisterende kapitalisme, hvor folkebanker og frie arbejdersammenslutninger gradvist skal sikre, at arbejderne kommer i besiddelse af produktivkræfterne. Omvæltningen af kapitalismen vil altså ikke ske på voldelig vis, men skridt for skridt gennem institutioner.

## Historie
Ideologiens første tilhængere fandt man blandt engelske og franske fagforeninger i 1700-tallet.

## Mutualismens holdninger til kapitalismen

### Ejendomsret
Pierre-Joseph Proudhon er en af de mest kendte filosoffer der ytrede sig omkring spørgsmålet om ejendomsretten. Han er kendt for at erklære "ejendom er tyveri!", men er mindre kendt for at erklære at "ejendom er umuligt" eller at "ejendom er frihed." Ifølge Colin Ward var der for Proudhon ingen modsigelse mellem disse ytringer. Dette bunder i forskellen på hvordan Proudhon opfattede ejendom. For mutualisterne, er der forskel på ejendom skabt af tvang, og ejendom skabt gennem arbejdskraft. Ejendom er tyveri så snart:
1. Det, der ejes, er materialet til produktion, eller produktionsmidlet til produktionen; de midler, der muliggør produktionen.
2. Så længe nogle kan eje produktionsmidlerne, kan de profitere på produktionen uden selv at producere, eftersom de producerende er afhængige af disse produktionsmidler for selv at skabe en levevis.
3. Herved kan en snylterklasse opstå, hvor nogle få profiterer på andres arbejdskraft, simpelthen fordi de ejer omstændighederne der muliggør deres arbejde. De skaber ikke værdierne i samfundet, men snylter på dem der skaber dem. Og de arbejdende kan intet andet gøre end at udbytte sig selv, da de ikke ejer produktionsmidlerne.

Et sådant ejerskab er "kun opretholdt gennem staten, ejendomslovgivninger, politiet og hæren". Ejendom er derimod frihed angående: 
1. Et hjem, som mennesker har en naturlig ret til.
2. De produktionsomkostninger som man behøver til sit virke.
3. Det udbytte man får af sit arbejde – uden at man har ejerskab over andres jord eller andres liv.

På denne måde skelner mutualisterne mellem legitim ejendom og illegitim ejendom.
For Proudhon er det man producerer således ens ejendom, og alt udover det er ikke ens ejendom. Han beskrev det således i Qu’est-ce que la propriété?:
| „ | Mennesket har skabt alt – alt undtagen materialet selv. Jeg hævder derved, at dette materiale kan man kun besidde og benytte på betingelse af, at man permanent bearbejder det – hvilket imidlertid giver ham ejendomsretten over det, han har produceret. Dermed kan vi fastslå følgende: Ejendomsretten til produktet, hvis vi accepterer dette, medfører ikke retten over produktionsmidlerne. (…) Retten til et produkt er eksklusivt -- jus in re; retten til midlerne er fælles -- jus ad rem. | “ |

Proudhon stiller altså et alternativ til den private ejendomsret til produktionsmidlerne, hvilket man kan kalde besiddelse, og betyder, at man har ret til produktionsmidlerne så længe man benytter dem. Så længe man ikke benytter dem til at producere, har man ikke ret til dem. Derudover har man dog fuld ejendomsret til produktet, som man har skabt gennem midlet. Til produktionsmidlerne har man derved udelukkende midlertidig ret der svarer til dets benyttelse, og produktionsmidlerne vil altså ikke kunne sælges eller fremlejes uden der er tale om illegitim ejendom.

### Personer
- Kevin Carson
- Joe Hill
- Pierre-Joseph Proudhon
- Clarence Lee Swartz

## Fodnoter
1. ↑  Joseph-Pierre Proudhon, Qu’est-ce que la propriété?, side 109